# Новая Мышь
Но́вая Мышь (бел. Новая Мыш) — деревня в Барановичском районе Брестской области Белоруссии. Административный центр Новомышского сельсовета. Расположена в 8 км к западу от Барановичей, на пересечении автодорог на Ивацевичи, Столбцы, Слоним, Молчадь, на реке Мышанка. Население — 1153 человек (2019).

## История

### Великое Княжество Литовское
Впервые Мышь упоминается в первой половине XV века, как село Новогрудского уезда. В 1563 году великий князь Сигизмунд Август передал местность за военные заслуги жмудскому старосте Яну Ходкевичу. С 1566 года поселение значится в документах как городок. В XVI—XVII веках здесь существовал замок. В XVII веке в городке действовали костёл и школа, существовал монастырь иезуитов. Во второй четверти XVII века местность перешла во владение рода Сянявских, потом — Юдицких.
В Русско-польской войне 1654—1667 годов замок и городок разрушили войска Русского государства. Как доносили захватчики своему хозяину:
В городе Мыши литовских людей всех побили, которых застали, и языков взяли много людей. И городок Мышь выжгли и со всем разорили без остатка.
Во второй половине XVII века новогрудский комендант Николай Юдицкий основал в Мыши иезуитский коллегиум. В XVIII веке владельцами городка и двора были Неселовские и Мосальские. В начале XVIII века последние основали здесь стекольную гуту. Состоянием на 1725 год в городке было более 100 дворов, действовали костёл и церковь, работали школа, больница, корчма и мельница. В 1784 году имение посещал король и великий князь Станислав Август Понятовский.

### Под властью Российской империи
В результате третьего раздела Речи Посполитой Новая Мышь оказалась в составе Российской империи, где стала центром волости в Новогрудском уезде. В 1825 году из кирпича возведён Преображенский костёл. В 1842 году состоялись 2 ярмарки (1 сентября и 29 сентября), на которых в основном торговали сельскохозяйственными продуктами и животными. В 1859 году в городке на средства казны и местных крестьян построена деревянная Преображенская церковь. Православный приход насчитывал около 3500 верующих, среди которых грамотных было только около 10 %.
В 1860-е в городке было 132 двора, церковь, костёл, еврейский молитвенный дом, велись еженедельные торги и ежегодная ярмарка.
В первой половине 1880-х годов в городке около 160 дворов, 1030 жителей, действовали церковь, народное училище (открыто в 1862 году), правление, костёл, синагога, 3 еврейские школы, больница, 21 магазин, пивоварня, кирпичный завод, паровая и ветреная мельницы. Существовали промыслы: сапожный, портновские и кузнецкий, по изготовлению различных вещей из дерева.

### Новейшее время
В начале XX века Новая Мышь представляла собой большой и многоязычный городок, в народным училищем, где училось около 150 детей (из них только 25 девочек). Действовали призывной участок и аптека.
В Первую мировую войну Новую Мышь заняли немецкие войска. Согласно Рижскому договору 1921 года местечко оказалось в составе межвоенной Польской Республики, где стала центром гмины Барановичского уезда Новогрудского воеводства.
В 1939 году Новая Мышь вошла в состав БССР. С 15 января 1940 года центр района Барановичской области. Статус поселения тогда понизили до деревни. С 12 октября 1940 года деревня стала центром одноимённого сельсовета.
В Великую Отечественную войну с конца июня 1941 года до 8 июля 1944 года деревня была оккупирована немецко-фашистскими захватчиками, убиты 6 человек и разрушен 51 дом. Евреев деревни нацисты согнали в гетто, и к лету 1942 года всех убили — около 2000 человек. При освобождении деревни отличился наводчик, командир орудия Михаил Акимов, который подбил 5 вражеских танков, уничтожил 50 оккупантов и удержал рубеж до прихода основных сил своей части. За этот подвиг Акимову 25 сентября 1944 года было присвоено звание Героя Советского Союза.
С 8 января 1954 года в Брестской области. 20 мая 1954 года потеряла статус районного центра (он был перенесён в Барановичи).
В 1996 году в Новой Мыши в честь поэта и фольклориста Яна Чечота был установлен памятник. По состоянию на 1998 год в деревне был 691 двор.

- Деревня на старых снимках
- Костёл и церковь
- Костёл
- Корчма
- Слонимская улица

## Население
- XIX век 1830 год — 524 муж., из них шляхты 5, духовного сословия 2, мещан-иудеев 147, мещан-христиан и крестьян 367, нищих 3[7]; 1865 год — 884 чел.
- XX век: на начало XX века — 320 дворов, около 3860 жителей; 1921 год — 327 домов, 1815 жителей[8]; 1959 год — 1942 жители; 1998 год — 691 двор, 511 хозяйств, 1752 жителей.
- XXI век: 2009 год — 1370 жителей, 2019 год — 1153 жителя[1].

| Численность населения (по переписи) | Численность населения (по переписи) | Численность населения (по переписи) | Численность населения (по переписи) | Численность населения (по переписи) | Численность населения (по переписи) | Численность населения (по переписи) |
| 1897                                | 1909                                | 1921                                | 1959                                | 1999                                | 2009                                | 2019                                |
| ----------------------------------- | ----------------------------------- | ----------------------------------- | ----------------------------------- | ----------------------------------- | ----------------------------------- | ----------------------------------- |
| 2995                                | ↗3862                               | ↘1815                               | ↗1942                               | ↘1601                               | ↘1370                               | ↘1153                               |

## Инфраструктура
В Новой Мыши работают филиал Барановичской фабрики детских игрушек, исполком сельсовета, колхозная усадьба, механические мастерские, дом быта, отделение связи и сберегательного банка, больница, автоматическая телефонная станция, племстанция, ветеринарная лечебница, УО «Новомышский государственный аграрный колледж» (ранее-профессионально-техническое училище механизации сельского хозяйства), средняя и музыкальная школы, детские ясли и сад, Дом культуры, библиотека, аптека, столовая, 2 магазина.

## Культура
- Дом культуры
- Музей

## Туристическая информация

### Достопримечательности
- Преображенский костёл. Памятник эклектичной архитектуры.
- Преображенская церковь (1859). Памятник деревянного зодчества.
- Кладбища: еврейские; старое.
- Таверна (XIX век).
- Мельница (XIX век).
- Синагога.
- Деревянная часовня на кладбище (XX век).
- Братская могила советских воинов и партизан[11]. Похоронен 31 воин и партизан (все известны), погибшие в боях с немецкими войсками в 1941—1944 годах. В 1959 году на могиле установлен памятник — скульптура воина с автоматом.
- Памятник Яну Чечоту

### Утраченное наследие
- Кладбищенская часовня (XIX век).
- Памятник-бюст императору Александру II. Установлен в 1911 году.

## Галерея
|        |                                                                         |         |        |                                |
| Костёл | Интерьер костёла (алтарь перенесён из Несвижского костёла Бенедектинок) | Церковь | Корчма | Деревянная часовня на кладбище |

- Синагога
- Надгробие на старом католическом кладбище
- Часовня-надгробие Ю. Цитовича
- Часовня-надгробие Э. Матиевской

## Известные жители
Из Новой Мыши происходит отец польского политика Яцека Протасевича.